# Oscarsgalan 1983
Oscarsgalan 1983 var den 55:e upplagan av Oscarsgalan och sändes från Dorothy Chandler Pavilion i Los Angeles den 11 april 1983. Programledare var Liza Minnelli, Dudley Moore, Richard Pryor och Walter Matthau.

## Vinnare och nominerade
Vinnarna listas i fetstil.
| Bästa film | Bästa regi |
| --- | --- |

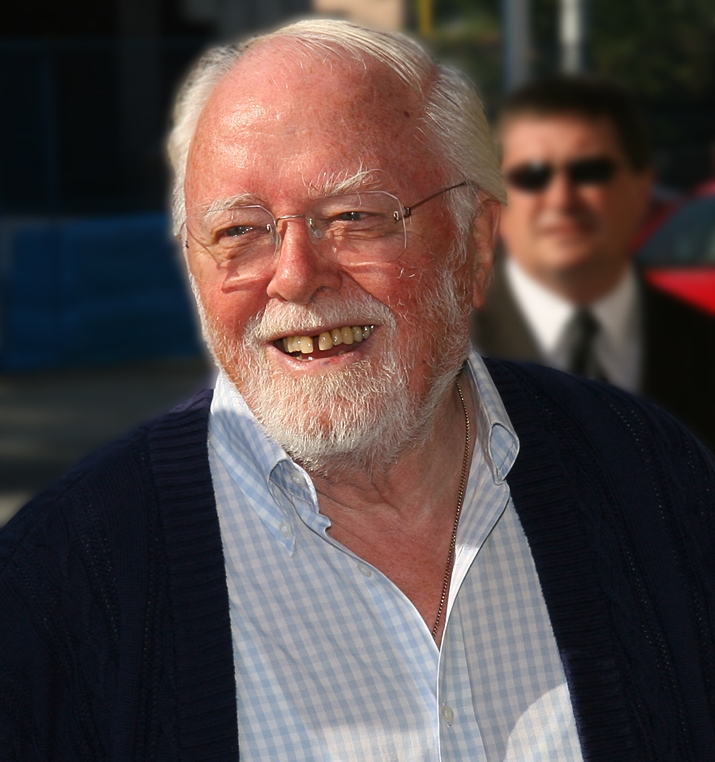
Richard Attenborough
Bästa film och Bästa regi

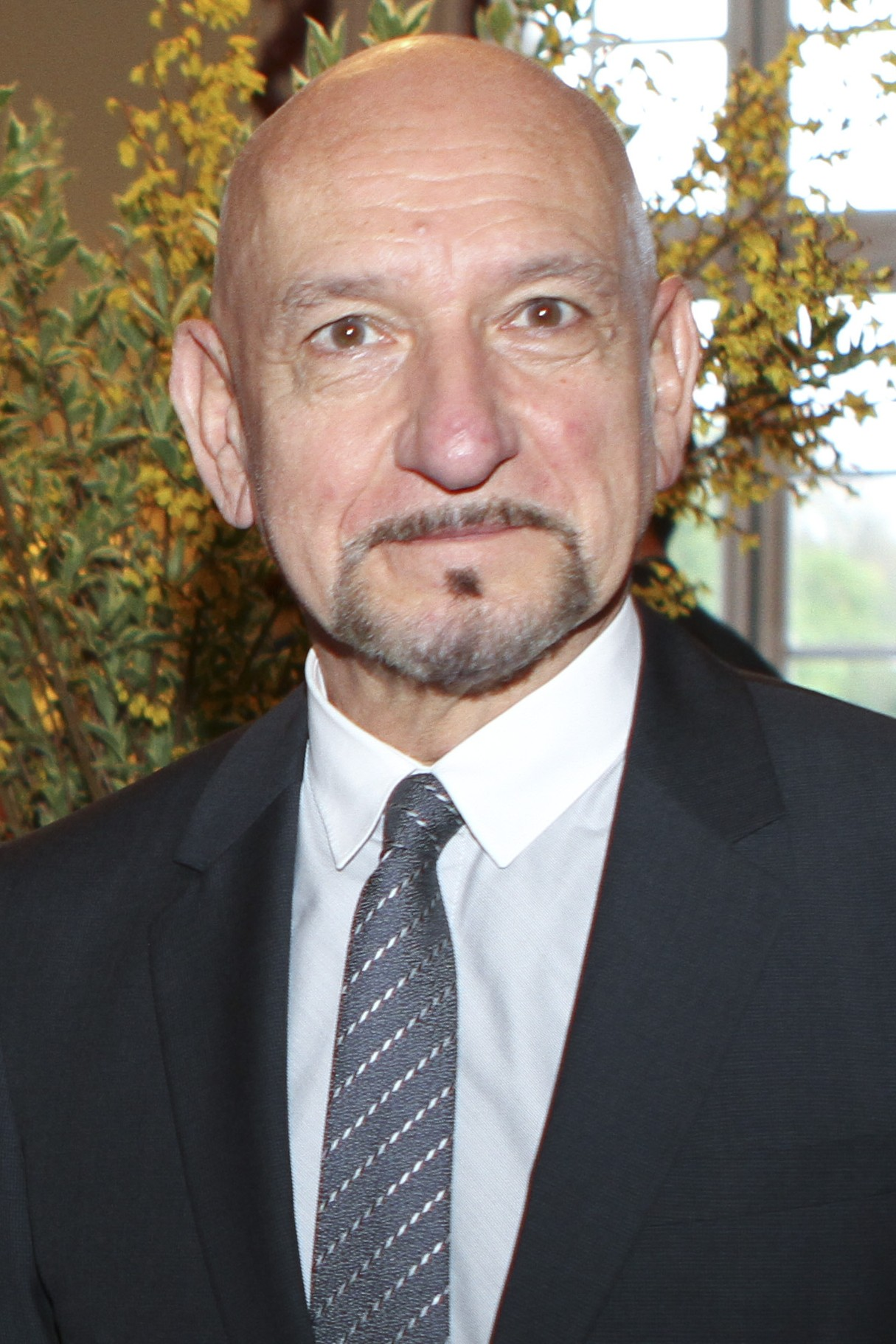
Ben Kingsley
Bästa manliga huvudroll

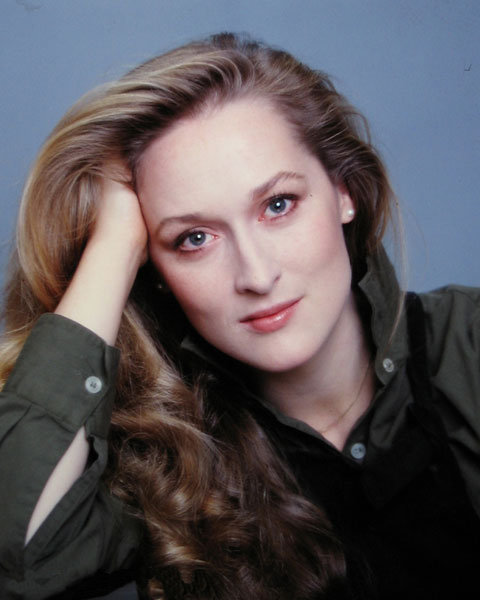
Meryl Streep
Bästa kvinnliga huvudroll

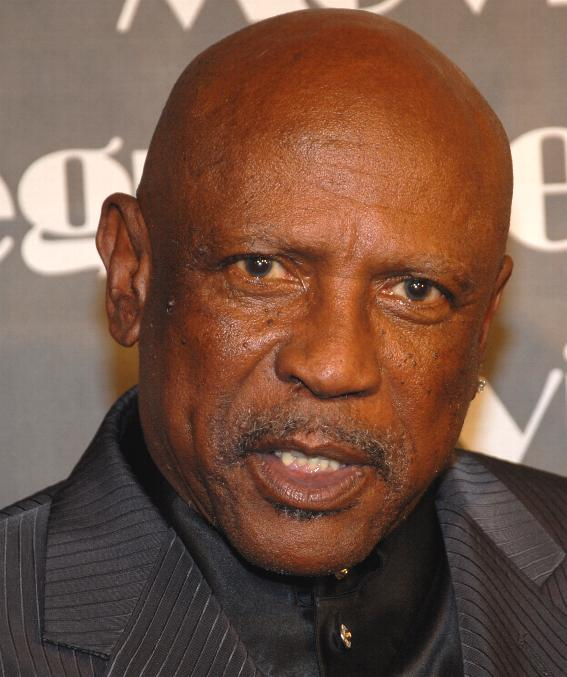
Louis Gossett Jr.
Bästa manliga biroll

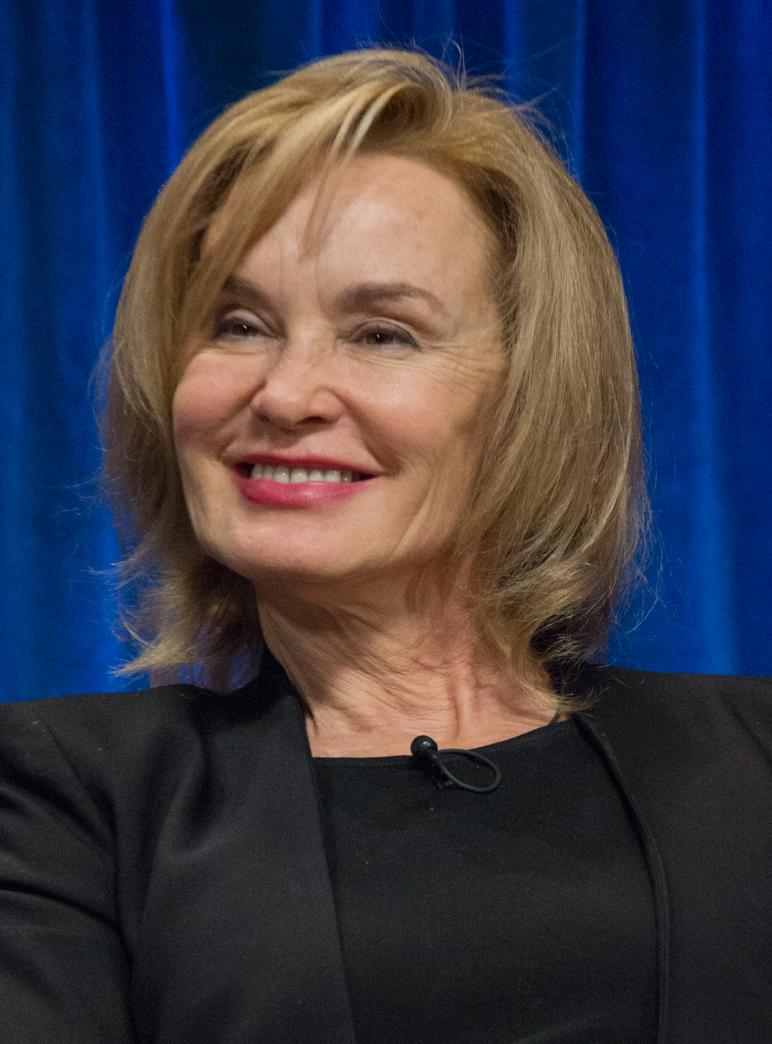
Jessica Lange
Bästa kvinnliga biroll

| - Gandhi – Richard Attenborough - E.T. the Extra-Terrestrial – Steven Spielberg och Kathleen Kennedy - Försvunnen – Edward Lewis och Mildred Lewis - Tootsie – Sydney Pollack och Dick Richards - Domslutet – Richard D. Zanuck och David Brown                                                                           | - Richard Attenborough – Gandhi - Sidney Lumet – Domslutet - Wolfgang Petersen – Das Boot - Sydney Pollack – Tootsie - Steven Spielberg – E.T. the Extra-Terrestrial |
| Bästa manliga huvudroll | Bästa kvinnliga huvudroll |
| - Ben Kingsley – Gandhi - Dustin Hoffman – Tootsie - Jack Lemmon – Försvunnen - Paul Newman – Domslutet - Peter O'Toole – Berusad av framgång | - Meryl Streep – Sophies val - Julie Andrews – Victor/Victoria - Jessica Lange – Frances - Sissy Spacek – Försvunnen - Debra Winger – En officer och gentleman |
| Bästa manliga biroll | Bästa kvinnliga biroll |
| - Louis Gossett Jr. – En officer och gentleman - Charles Durning – Det bästa lilla horhuset i Texas - John Lithgow – Garp och hans värld - James Mason – Domslutet - Robert Preston – Victor/Victoria | - Jessica Lange – Tootsie - Glenn Close – Garp och hans värld - Teri Garr – Tootsie - Kim Stanley – Frances - Lesley Ann Warren – Victor/Victoria |
| Bästa originalmanus | Bästa manus efter förlaga |
| - Gandhi – John Briley - Fiket – Barry Levinson - E.T. the Extra-Terrestrial – Melissa Mathison - En officer och gentleman – Douglas Day Stewart - Tootsie – Larry Gelbart, Murray Schisgal och Don McGuire | - Försvunnen – Costa-Gavras och Donald E. Stewart - Das Boot – Wolfgang Petersen - Sophies val – Alan J. Pakula - Domslutet – David Mamet - Victor/Victoria – Blake Edwards |
| Bästa icke-engelskspråkiga film | Bästa sång |
| - Volver a empezar – José Luis Garci - Alsino, pojken som ville flyga – Miguel Littín - Coup de torchon – Bertrand Tavernier - Ingenjör Andrées luftfärd – Jan Troell - Chastnaya zhizn – Yuli Raizman | - "Up Where We Belong" från En officer och gentleman – Musik av Jack Nitzsche och Buffy Sainte-Marie; Text av Will Jennings - "Eye of the Tiger" från Rocky III – Musik och Text av Jim Peterik och Frankie Sullivan - "How Do You Keep the Music Playing?" från Tjejen som inte ville gifta sig – Musik av Michel Legrand; Text av Alan Bergman och Marilyn Bergman - "If We Were In Love" från Den store Giorgio – Musik av John Williams; Text av Alan Bergman och Marilyn Bergman - "It Might Be You" från Tootsie – Musik av Dave Grusin; Text av Alan Bergman och Marilyn Bergman |
| Bästa dokumentär | Bästa kortfilmsdokumentär |
| - Just Another Missing Kid – John Zaritsky - After the Axe – Sturla Gunnarsson och Steve Lucas - Ben's Mill – John Karol och Michel Chalufour - In Our Water – Meg Switzgable - A Portrait of Giselle – Joseph Wishy | - Om du älskar din planet – Edward Le Lorrain och Terre Nash - Gods of Metal – Robert Richter - The Klan: A Legacy of Hate in America – Charles Guggenheim och Werner Schumann - To Live or Let Die – Freida Lee Mock - Traveling Hopefully – John G. Avildsen |
| Bästa kortfilm | Bästa animerade kortfilm |
| - A Shocking Accident – Christine Oestreicher - Ballet Robotique – Bob Rogers - The Silence – Michael Toshiyuki Uno och Joseph Benson - Split Cherry Tree – Jan Saunders - Sredni Vashtar – Andrew Birkin | - Tango – Zbigniew Rybczynski - The Great Cognito – Will Vinton - Snögubben – John Coates |
| Bästa originalmusik | Bästa sång baserad eller adapterad musik |
| - E.T. the Extra-Terrestrial – John Williams - Gandhi – Ravi Shankar och George Fenton - En officer och gentleman – Jack Nitzsche - Poltergeist – Jerry Goldsmith - Sophies val – Marvin Hamlisch | - Victor/Victoria – Henry Mancini och Leslie Bricusse - Annie – Ralph Burns - Älskling, jag hatar dig! – Tom Waits |
| Bästa ljudredigering | Bästa ljud |
| - E.T. the Extra-Terrestrial – Charles L. Campbell och Ben Burtt - Poltergeist – Stephen Hunter Flick och Richard L. Anderson - Das Boot – Mike Le Mare | - E.T. the Extra-Terrestrial – Robert Knudson, Robert Glass, Don Digirolamo och Gene S. Cantamessa - Das Boot – Milan Bor, Trevor Pyke och Mike Le Mare - Gandhi – Gerry Humphreys, Robin O'Donoghue, Jonathan Bates och Simon Kaye - Tootsie – Arthur Piantadosi, Les Fresholtz, Rick Alexander och Les Lazarowitz - Tron – Michael Minkler, Bob Minkler, Lee Minkler och James LaRue |
| Bästa scenografi | Bästa foto |
| - Gandhi – Stuart Craig, Robert W. Laing och Michael Seirton - Annie – Dale Hennesy och Marvin March - Blade Runner – Lawrence G. Paull, David L. Snyder och Linda DeScenna - La Traviata – Franco Zeffirelli och Gianni Quaranta - Victor/Victoria – Rodger Maus, Tim Hutchinson, William Craig Smith och Harry Cordwell | - Gandhi – Billy Williams och Ronnie Taylor - Das Boot – Jost Vacano - E.T. the Extra-Terrestrial – Allen Daviau - Sophies val – Néstor Almendros - Tootsie – Owen Roizman |
| Bästa smink | Bästa kostym |
| - Kampen om elden – Sarah Monzani och Michèle Burke - Gandhi – Tom Smith | - Gandhi – John Mollo och Bhanu Athaiya - La Traviata – Piero Tosi - Sophies val – Albert Wolsky - Tron – Elois Jenssen och Rosanna Norton - Victor/Victoria – Patricia Norris |
| Bästa klippning | Bästa specialeffekter |
| - Gandhi – John Bloom - Das Boot – Hannes Nikel - E.T. the Extra-Terrestrial – Carol Littleton - En officer och gentleman – Peter Zinner - Tootsie – Fredric Steinkamp och William Steinkamp | - E.T. the Extra-Terrestrial – Carlo Rambaldi, Dennis Muren och Kenneth Smith - Blade Runner – Douglas Trumbull, Richard Yuricich och David Dryer - Poltergeist – Richard Edlund, Michael Wood och Bruce Nicholson |

### Heders-Oscar
- Mickey Rooney

### Jean Hersholt Humanitarian Award
- Walter Mirisch

### Filmer med flera nomineringar
- 11 nomineringar: Gandhi
- 10 nomineringar: Tootsie
- 9 nomineringar: E.T. the Extra-Terrestrial
- 7 nomineringar: Victor/Victoria
- 6 nomineringar: Das Boot och En officer och gentleman
- 5 nomineringar: Domslutet och Sophies val
- 4 nomineringar: Försvunnen
- 3 nomineringar: Poltergeist
- 2 nomineringar: Annie, Blade Runner, Frances, Garp och hans värld, La Traviata och Tron

### Filmer med flera vinster
- 8 vinster: Gandhi
- 4 vinster: E.T. the Extra-Terrestrial
- 2 vinster: En officer och gentleman